# Othniel (nome)
Othniel  è un nome proprio di persona inglese e ebraico maschile.

## Varianti
- Ebraico: Otniel[2]

## Origine e diffusione

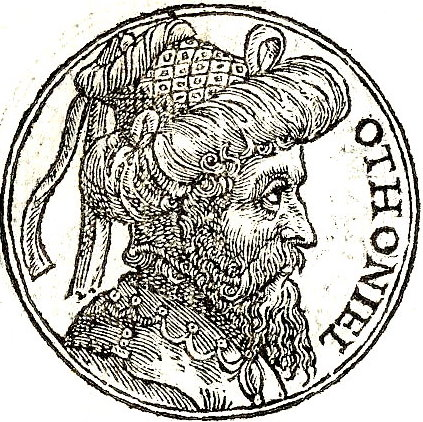
Otniel

Si tratta di un nome usato in inglese sin dal XVII secolo, portato da alcune figure bibliche, fra cui Otniel, il nipote di Caleb che fu il primo dei Giudici d'Israele.
Etimologicamente, continua l'ebraico עָתְנִיאֵל (Othniel o Othoniel), che vuol dire "leone di Dio" (lo stesso significato di Ariele) oppure "forza di Dio" (come Gabriele).

## Onomastico
Il nome è adespota, ossia privo di santo patrono; l'onomastico si può festeggiare eventualmente il 1º novembre, festa di Ognissanti.

## Persone
- Othniel Charles Marsh, paleontologo statunitense
- Othniel Wong, regista, sceneggiatore, direttore della fotografia, produttore ed operatore di ripresa cinese